# José Antonio Haghenbeck Cámara
José Antonio del Sagrado Corazón Haghenbeck Cámara (Tehuacán, Puebla, 7 de junio de 1955) es un médico y político mexicano, miembro del Partido Acción Nacional, ha sido Senador por Hidalgo y candidato a Gobernador del mismo estado.
José Antonio Haghenbeck es Médico Cirujano egresado de la Universidad La Salle y realizó su servicio social e internado en la Armada de México, egresado con el grado de primer maestre. Miembro del PAN desde 1994, ha desempeñado varios cargos en la estructura del PAN en el estado de Hidalgo, electo diputado federal suplente a la LVII Legislatura de 1997 a 2000, ocupó la titularidad a partir de 1999 por solicitud de licencia del propietario, Francisco Xavier Berganza y senador por Hidalgo de 2000 a 2006.
En 2005 fue candidato a Gobernador de Hidalgo por el PAN en las Elecciones de 2005 en que triunfó Miguel Ángel Osorio Chong.